# 市原尚弥
市原 尚弥（いちはら なおや、1997年11月24日 - ）は、日本の子役である。東俳所属。

## 出演

### テレビドラマ
- 金曜エンタテイメント　音の犯罪捜査官　第5作（2002年6月21日、フジテレビ） - 宮本翔太 役
- 刑事イチロー（2003年1月-3月、TBS）
- ドリーム〜90日で1億円〜（2004年3月-5月、NHK） - 小井戸修司 役
- 離婚弁護士（2004年4月-6月、フジテレビ） - 柳田俊太郎 役
- アタシんちの男子第6話（2009年5月、フジテレビ） - 猛をいじめていた少年 役
- 夢の見つけ方教えたる!2（2010年、フジテレビ） - 生徒 役
- 俺の空 刑事編 第7話（2011年12月4日、テレビ朝日） - 本部隆二 役

### CM
- Dole　バナナ　「Doleマン～小学校～篇」
- マクドナルド　ハッピーセット　「ドラゴンボール篇」
- 任天堂　ニンテンドーDS　「しゃべる!DSお料理ナビ　〜お父さんのお料理篇〜」
- ソニー・コンピュータエンタテインメント　PlayStation 2　「夏 ご家族で篇」
- NTT docomoようこそ、ドコモ田家へ「2013年新CM」

### その他
- 考えるカラス〜科学の考え方〜（2013年4月-）